# Dr. Romantic
Dr. Romantic este un film serial sud-coreean din anul 2016 produs de postul SBS.

## Distribuție
- Han Suk-kyu - Kim Sa-bu (Profesorul Kim) / Boo Yong-joo
- Yoo Yeon-seok - Kang Dong-joo
- Seo Hyun-jin - Yoon Seo-jung
- Ahn Hyo-seop - Seo Woo-jin
- Lee Sung-kyung - Cha Eun-jae
- Kim Joo-hun - Park Min-gook